# كأس أيرلندا الشمالية 2012–13
كأس أيرلندا الشمالية 2012–13 (بالإنجليزية: 2012–13 Irish Cup)‏ هو الموسم 132 من  كأس أيرلندا. أقيم خلال الفترة 16 أغسطس 2012 وحتى 4 مايو 2013، وأشرف على تنظيمه الاتحاد الأيرلندي لكرة القدم، وكان عدد الأندية المشاركة فيه  119، وفاز فيه غلينتوران.